# Kayla Adamek
Kayla Joan Zophia Adamek (Ottawa, Ontario; 1 de febrero de 1995) es una futbolista que juega como delantera o centrocampista para el club Stade de Reims Femenino de la Division 1 Féminine francesa. Nacida en Canadá y de ascendencia polaca, representa a la selección femenina de Polonia.

## Trayectoria
Adamek comenzó a jugar fútbol en su natal Canadá, donde jugó para Ontario y el Ottawa Fury. Entre 2013 y 2017 jugó al soccer universitario por los UCF Knights de la Universidad de Florida Central.
Luego de graduarse, fichó por el Spartak Subotica, donde jugó una temporada y anotó 5 goles en 5 encuentros de la Liga de Campeones.
Para la temporada 2019-20 fichó por el Granadilla Tenerife de la Primera División Femenina de España, donde formó parte del segundo equipo.
Ya en la temporada 2020-21, afianzada en el primer equipo, renovó su contrato con el club el 25 de mayo de 2020.

## Clubes
| Club                      | País           | Año           |
| ------------------------- | -------------- | ------------- |
| Ottawa Fury               | Canadá         | 2013          |
| UCF Knights (Universidad) | Estados Unidos | 2013-2017     |
| Spartak Subotica          | Serbia         | 2019          |
| Granadilla Tenerife       | España         | 2019-2021     |
| Vittsjö GIK               | Suecia         | 2022-2024     |
| Stade de Reims            | Francia        | 2024-presente |

## Estadísticas
Actualizado al último partido disputado el 26 de noviembre de 2020.
| Spartak Subotica Serbia                                                                       |               |               |    |    |   |   |   |    |    |    |
| 1.ª                                                                                           | 2019-20       | 10            | 14 | -  | - | 5 | 5 | 15 | 19 |    |
| Total club                                                                                    | Total club    | 10            | 14 | 0  | 0 | 5 | 5 | 15 | 19 |    |
| Granadilla Tenerife B · España                                                                |               |               |    |    |   |   |   |    |    |    |
| 2.ª                                                                                           | 2019-20       | 3             | 1  | -  | - | - | - | 3  | 1  |    |
| Total club                                                                                    | Total club    | 3             | 1  | 0  | 0 | 0 | 0 | 3  | 1  |    |
| Granadilla Tenerife · España                                                                  |               |               |    |    |   |   |   |    |    |    |
| 1.ª                                                                                           | 2019-20       | 0             | 0  | 1  | 0 | - | - | 1  | 0  |    |
| 1.ª                                                                                           | 2020-21       | 9             | 0  | 0  | 0 | - | - | 9  | 0  |    |
| Total club                                                                                    | Total club    | 9             | 0  | 1  | 0 | 0 | 0 | 10 | 0  |    |
| Total carrera                                                                                 | Total carrera | Total carrera | 22 | 15 | 1 | 0 | 5 | 5  | 28 | 20 |
| (1) Incluye datos de la Copa de la Reina (2) Incluye datos de la Liga de Campeones de la UEFA |               |               |    |    |   |   |   |    |    |    |